# Volvo Lastvagnar

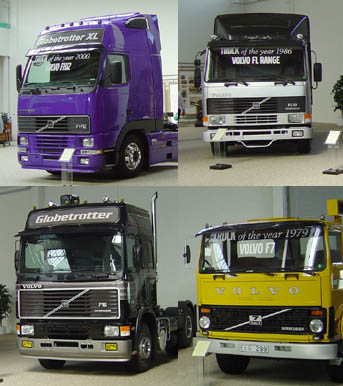
Volvolastbilar (fr.v) FH12 Globetrotter XL, Volvo FL10, Volvo F7 och Volvo F16.

Volvo Lastvagnar Aktiebolag, även Volvo Trucks, är en svensk lastbilstillverkare som ingår i Volvokoncernen som dotterbolag till Aktiebolaget Volvo. Volvo Lastvagnar har sitt huvudkontor i Lundby, Göteborg. Där ligger också stora delar av utvecklingen för Volvos lastbilsföretag. Volvo är idag en av världens ledande lastbilstillverkare och märket finns representerat över hela världen.

## Historia
Fordonstillverkaren Volvo grundades 1926 och i april 1927 introducerades den första bilen. Det var en öppen personbil, benämnd ÖV 4, med en fyrcylindrig ottomotor på 1,94 liters slagvolym och 28 hästkrafters motoreffekt. Redan den 4 december 1926 fanns det en ritning på en lastbil, utförd av volvos första tjänsteman Henry Westerberg och den 12 oktober 1927 kunde man läsa rubriken i Göteborgs Handels- och Sjöfartstidning:

"Volvo kommer också med en lastvagn. Fabrikationen börjar nästa år" och artikeln löd:
| ” | Som det visat sig, att allmänheten har intresse för en lastbil av Volvo-typen har fabriken beslutat att även igångsätta tillverkningen av sådana. Redan nu finns ett par, vilka dock endast äro de vanliga chassierna som påbyggts. I början av nästa år tänker man emellertid lägga upp en serie lastbilar av omkring 1,5 tons lastkapacitet för att möta den redan nu uppträdande efterfrågan. | „ |

Volvo byggde ett par mindre paketbilar/lastbilar redan under sommaren 1927, på samma chassi som den öppna personbilen. Troligare var detta ett rationellt sätt att till låg kostnad lösa företagets transportproblem. Även små lastbilar var dyra på den tiden, och Volvo var ett litet, nystartat företag som behövde hålla igen på utgifterna. För att kunna lasta cirka 800 kilo, var den ekonomiska, fyrcylindriga DA-motorn med cylindervolymen 1 944 cm³ och effekten 28 hk fullt tillräcklig.
I februari 1928 presenterade Volvo sin första lastbil. Den kallades LV Serie 1 och var utrustad med samma motor och växellåda som ÖV 4. Lastbilen hade den med dagens ögon tämligen blygsamma totalvikten av 3 ton, kostade 4 450 svenska kronor och blev en omedelbar försäljningssuccé. Den allra första lastbilen lämnade produktionen den 19 februari 1928 och kunden Johan W. Sjöberg från Gettjärn i Sunne, kunde dagen efter hämta sin lastbil, med produktionsnummer 2 och registreringsnummer O 1425 från fabriken, för att transportera timmer.
I slutet av 1920-talet introducerade Volvo sin första 6-cylindriga motor. Denna motor med en högre effekt gjorde då lastvagnarna mera attraktiva. Efter det att vagnarna försågs med bromsar även på framhjulen kunde man i en större utsträckning börja använda lastvagnschassierna även för bussar. Volvo LV67D, LV70D och LV72D chassier användes allmänt i bussar. 
I början fanns Volvos lastbilar enbart med ottomotorer men kring mitten av 30-talet erbjöds även hesselmanmotorer. Hesselmanmotorn startades med bensin men kördes som varm med råolja (dieselbränsle). Förbränningen startades med gnista i hesselmanmotorn och inte med kompression som i en verklig dieselmotor. Under andra världskriget levererades många bilar med gengasdrift. Först 1946 kunde man beställa en Volvo med dieselmotor.

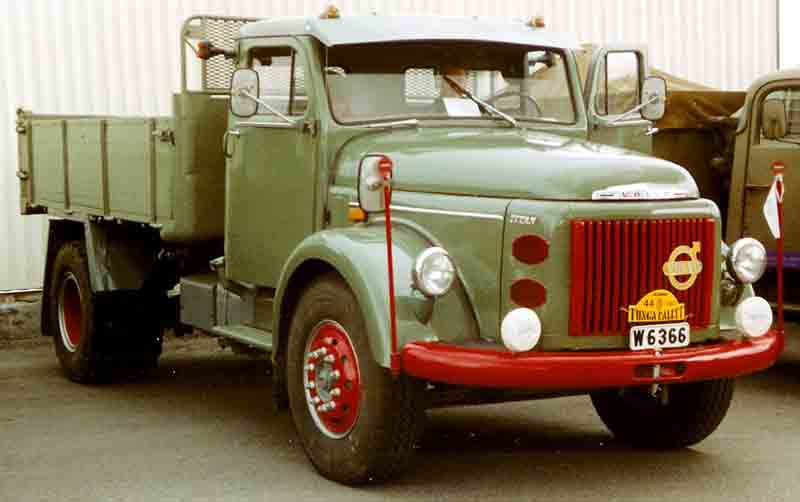
Volvo Titan.

Under 1950-talet satte en internationell expansion fart där bland annat Volvo Titan såldes utanför Sverige. 1965 blev F88 Volvos nya stora lastbilsmodell och följdes upp av F89 fem år senare som även den hade försäljningsframgångar internationellt. Volvo F10/F12-serien presenterades 1977 kom att bli en stor succé för Volvo och över 200 000 exemplar tillverkades och etablerades Volvo på världsmarknaden. Flera av modellens delar, bland annat chassikomponenter och till drivlinan togs från den 1973 introducerade N-serien.
1971 inleddes samarbetet De fyras klubb mellan lastbilstillverkarna Volvo, nederländska DAF, tyska Klöckner-Humboldt-Deutz (Magirus) och franska Saviem (Renault). Det var ett av de första stora kooperationerna inom den europeiska fordonsindustrin. De fyra företagen gick tillsammans in i ett projekt att ta fram en lastbil i mellanklassen. Volvo kallade sin version F4 och F6. 
1994 presenterades den nya FH-serien. 
Volvo Trucks har samröre med Renault Trucks, amerikanska Mack Trucks och Eicher, de fyra företagen är helägda av AB Volvo.
Volvo deltar aktivt ikonsolideringen av branschen och som ett uttryck för detta förvärvades Renaults lastvagnsverksamhet, som omfattar Mack och Renault V.I., den 2 januari 2001. 
I slutet av juli 2000 undertecknade Volvo och Mitsubishi avtal om villkoren för Volvos förvärv av 19,9 % av aktierna i Mitsubishi Fuso Truck & Bus Company, ett bolag som bildas i samband med att lastbils- och bussdivisionen ombildas till ett dotterbolag till Mitsubishi Motors. 
I juni tecknade Volvo Bussar AB och Shanghai Automotive Industry Corporation (SAIC) avtal gällande etablering av ett joint-venture-företag för tillverkning och försäljning av stads- och linjebussar.

## Lastbilsprogram
- Volvo FL
- Volvo FE
- Volvo FM
- Volvo FMX
- Volvo FH

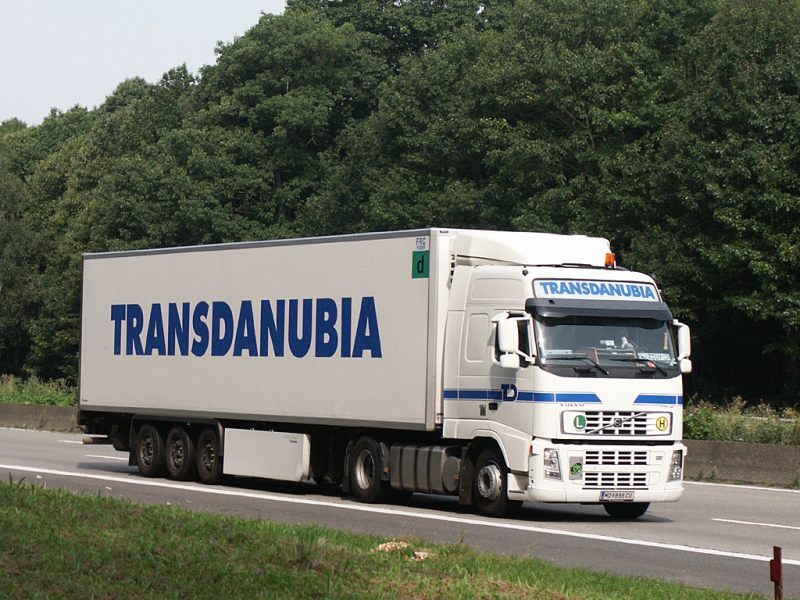
Volvo FH12.

- Volvo VN, lastbil byggd för den Nordamerikanska marknaden, byggs i New River Valley (NRV), Virginia.
- Volvo VM, lastbil byggd för den Sydamerikanska marknaden, byggs i Curitiba, Brasilien

## Historiska modeller

### 1920-talet

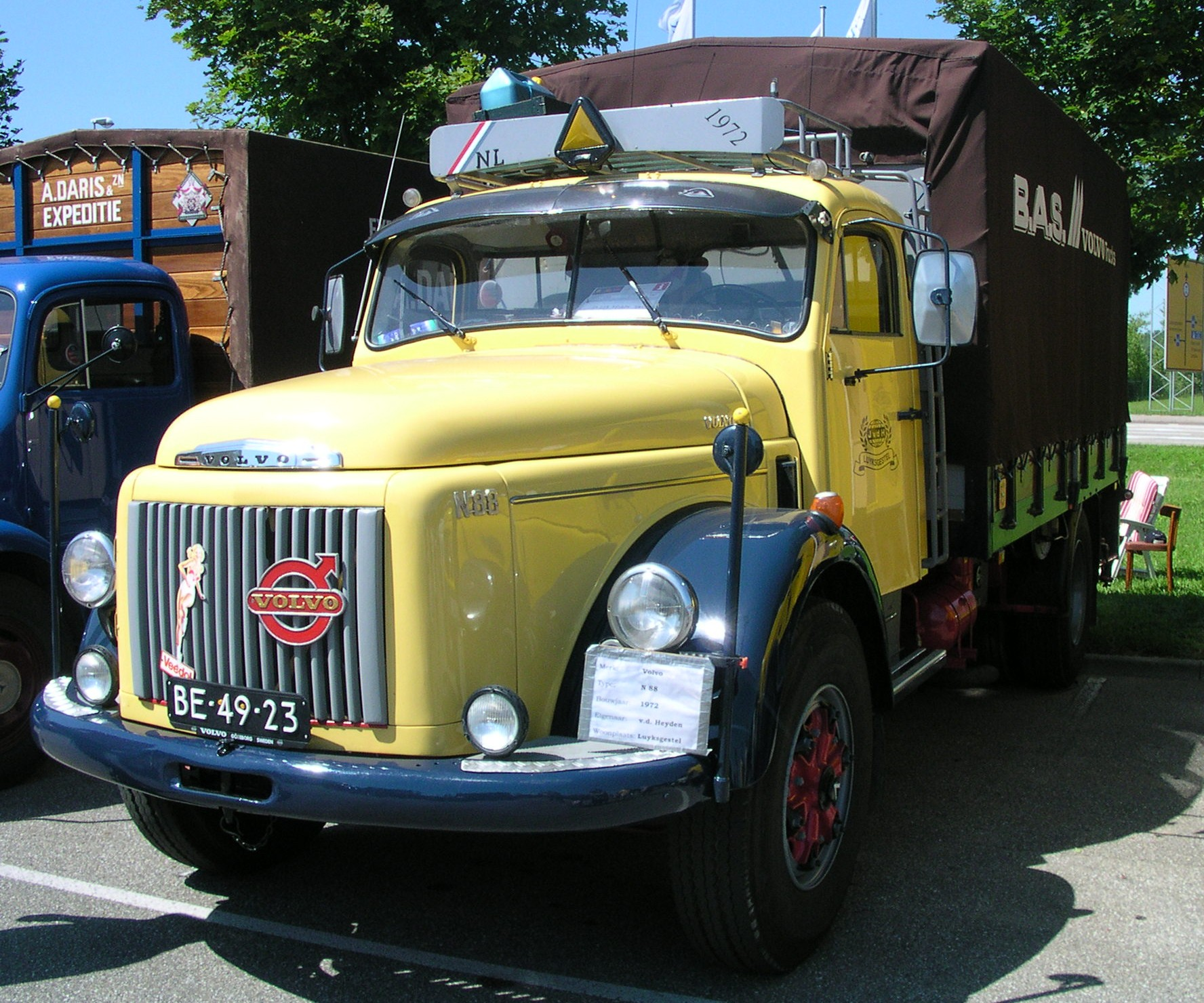
Volvo N 88.

- LV Typ 1 (1928–1929)
- LV Typ 2 (1928–1930)
- LV60 (1929–1932)

### 1930-talet
- LV66 (1931–1936)
- LV71 (1932–1935)
- LV76 (1934–1940)
- LV79 [7]
- LV81 (1935–1940)
- LV83 [8]
- LV84
- LV85
- LV90 (1935–1939)
- LV93
- LV94
- LV95
- LV180/290 (Långnos) (1937–1951)
- LV110/L200 (Spetsnos) (1938–1950)
- LV120/L220 (Rundnos) (1939–1954)

### 1950-talet
- L340 (1950–1956)
- L420 Snabbe (1956–1965)
- L430 Trygge (1957–1965)

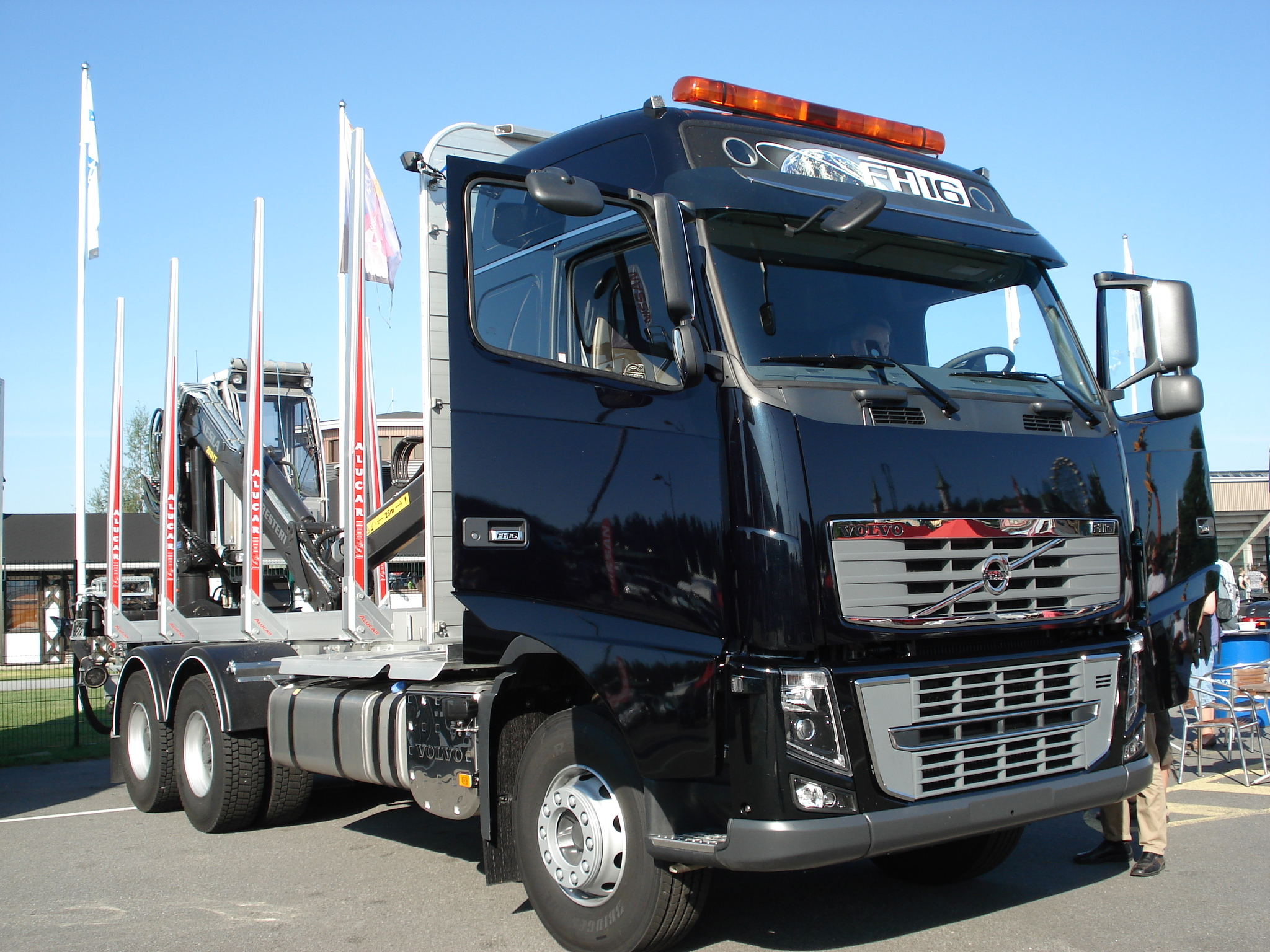
Volvo FH16 700.

- L360/475 Brage/Starke/Raske (1954–1965)
- L385/485 Viking (1953–1965)
- L395/495 Titan (1951–1965)

### 1960-talet
- F82 (1965–1972)
- F83 (1965–1972)
- N84/F85/F85S (1965–1978)
- N86/F86 (1965–1979)
- N88/F88 (1965–1977)

### 1970-talet

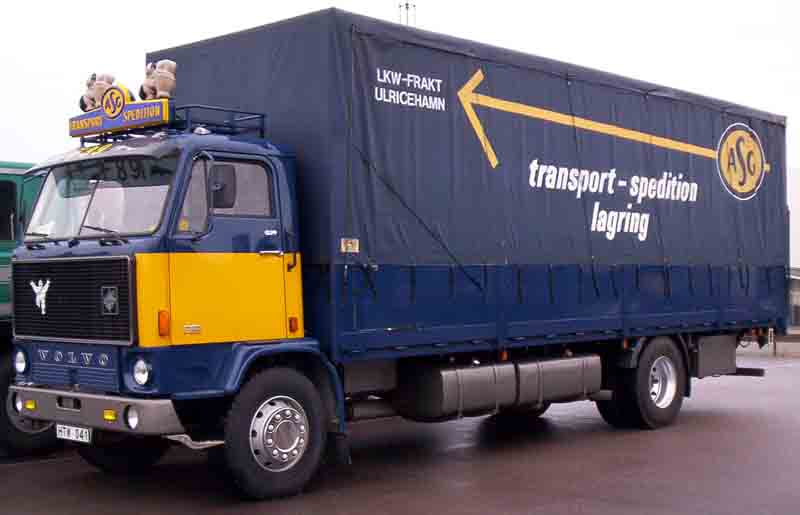
Volvo F89.

- F82S (1972–1975)
- F83S (1972–1975)
- F89 (1970–1977)
- N7/N10/N12 [9] (1973–1988)
- Volvo F4/F6 [10](1975–1986)
- Volvo F10/F12 (1977–1993)
- F6S/F7 (1978–1986)

### 1980-talet
- FL4/FL6 [11] (1985–1998)
- FL7/FL10 [12]/FL12 (1985–1995)
- F10/F12/F16 (1987–1993)
- FS10 (Exklusivt för Swiss) [13], [14]
- NL10/NL12 (1989–1999)
- CH230 (Exklusivt för Swiss) [15]

### 1990-talet
- FH12/FH16 (1993–2005)
- FLC/FL6 (1996–2006)
- VN (1996–)
- FM7/FM10/FM12 (1998–2001)

### 2000-talet
- FE (2006–)
- NH

## Tillverkningsorter

### Europa
- Gent, Belgien (montering)
- Kaluga, Ryssland (monteringsfabrik) (hytter)
- Köping, Sverige (växellådor), Drivs av Volvo Powertrain)
- Skövde, Sverige (motorer, Drivs av Volvo Powertrain)
- Tuve, VTT (Göteborg), Sverige (montering, utlandpacken)
- Umeå, Sverige (hytter)
- Lundby, (Göteborg), Sverige (huvudkontor och utveckling)
- Lindesberg, Sverige (Axlar; Drivs av Arvin Meritor AB)
- Ulricehamn, Sverige (Rostskyddslackering)

### Amerika
- Dublin (NRV), Virginia, USA (montering)
- Greensboro, North Carolina, USA (Huvudkontor (Volvo North America) och Utveckling)
- Curitiba, Brasilien (montering)

### Afrika
- Casablanca, Marocko (montering)
- Tunis, Tunisien (montering)
- Gaborone, Botswana (montering) (nedlagd / flyttad till Sydafrika)
- Kairo, Egypten (montering) (nedlagd)
- Durban, Sydafrika (montering)

### Asien
- Teheran, Iran (montering) (hytter)
- Jidda, Saudiarabien (montering)
- Bangalore, Indien (montering)
- Kuala Lumpur, Malaysia (montering)
- Bangkok, Thailand (montering) (hytter)
- Taipei, Taiwan (montering)

### Oceanien
- Brisbane, Australien (montering)

## Fakturerade enheter
| År   | Volvo Lastvagnar | Varav FH | Varav FL | Övrigt Volvo |
| ---- | ---------------- | -------- | -------- | ------------ |
| 1987 | 46 500           |          |          |              |
| 1988 | 60 500           |          |          |              |
| 1989 | 60 200           |          |          |              |
| 1990 | 54 900 (55 720)  |          |          |              |
| 1991 | 53 000 (53 760)  |          |          |              |
| 1992 | 46 470 (48 130)  |          |          |              |
| 1993 | 50 940 (51 230)  |          |          |              |
| 1994 | 69 190 (68 500)  |          |          |              |
| 1995 | 77 410 (76 490)  |          |          |              |
| 1996 | 62 750 (63 680)  |          |          |              |
| 1997 | 69 720 (68 980)  |          |          |              |
| 1998 | 83 280           |          |          |              |
| 1999 | 85 090           |          |          |              |
| 2000 | 85 227 (81 830)  | 32 720   | 7 890    | 44 617       |
| 2001 | 67 269           | 28 920   | 6 690    | 31 659       |
| 2002 | 69 483           | 31 880   | 5 640    | 31 963       |
| 2003 | 75 312           | 33 720   | 4 820    | 36 772       |
| 2004 | 97 264           | 45 008   | 4 979    | 47 277       |
| 2005 | 103 696          | 42 951   | 5 052    | 55 693       |
| 2006 | 105 519          | 41 302   | 4 799    | 59 418       |
| 2007 | 100 109          | 48 362   | 6 791    | 44 956       |
| 2008 | 105 952          |          |          |              |
| 2009 | 47 411           |          |          |              |
| 2010 | 75 229           |          |          |              |
| 2011 | 115 346          |          |          |              |
| 2012 | 105 888          |          |          |              |
| 2013 | 115 972          |          |          |              |
| 2014 | 117 194          |          |          |              |
| 2015 | 113 066          |          |          |              |
| 2016 | 102 857          |          |          |              |
| 2017 | 112 245          |          |          |              |
| 2018 | 127 466          |          |          |              |
| 2019 | 131 254          |          |          |              |
| 2020 | 93 846           |          |          |              |
| 2021 | 122 525          |          |          |              |
| 2022 | 145 195          |          |          |              |

## Volvo lastvagnars militära produktion

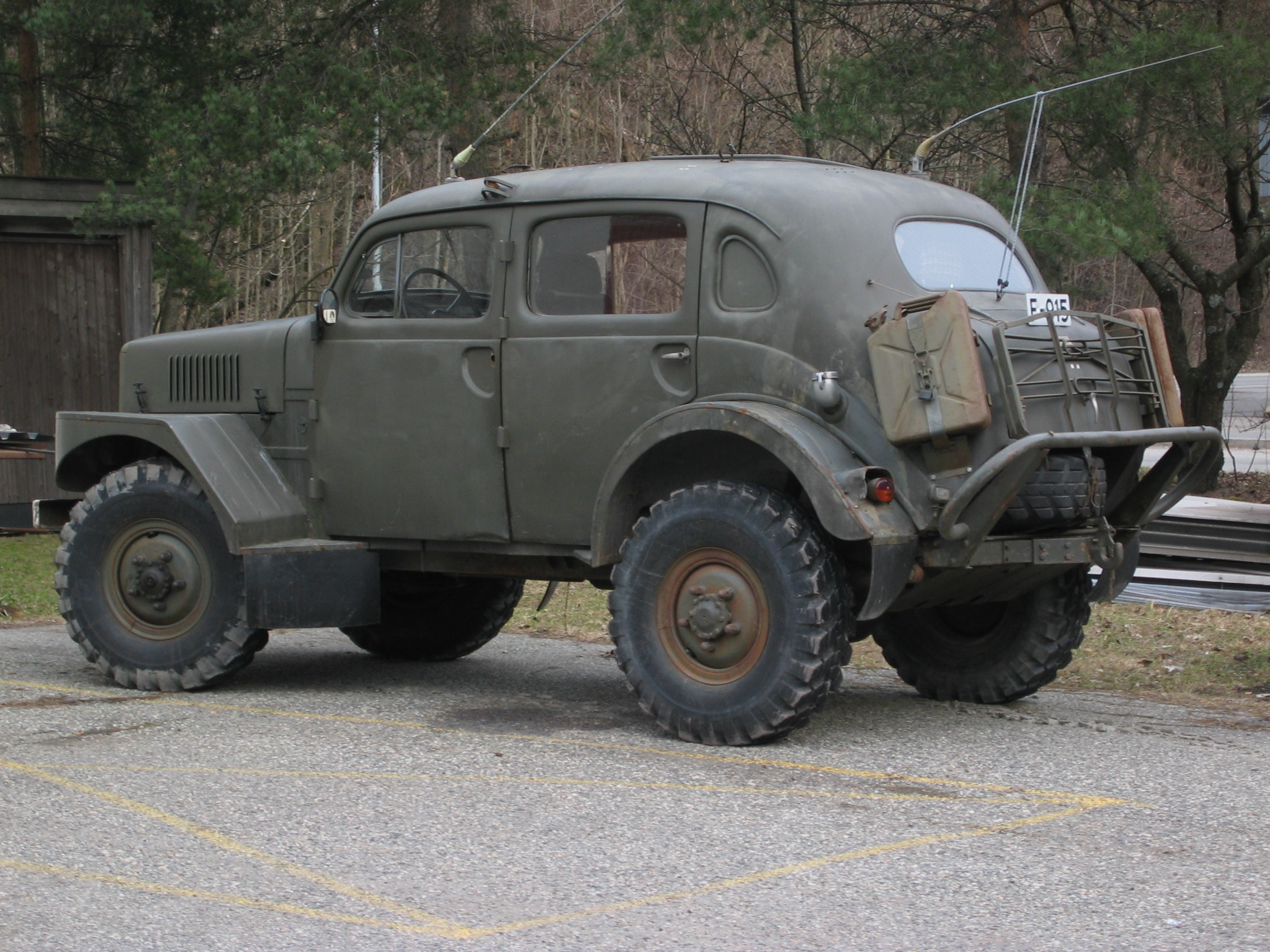
Volvo TP21, också kallad "Sugga". Terränggående chassi med samma kaross som Volvo PV800.

Volvo började redan under 1930-talet att leverera lastbilar till den svenska försvaret och under Kalla kriget fick man fortsatt stora order. Försvaret fördelade sina order mellan Volvo och Scania. Dessa leveranser kulminerade under 1970-talet även om man än idag säljer lastbilar till försvaret. Under 1960-talet togs den klassiska "Valpen" fram – det svenska försvarets Jeep och dessa efterföljare som kom under 1970-talet, Tgb 11/13/20 som alltjämt är i bruk. 

### Militära modeller
- Terrängbil m/42 VKP
- TVB
- TVC
- Terrängpersonvagn m/43
- Radiopersonterrängbil 915 (Suggan)
- Radioterrängbil 938
- Lastterrängbil 912
- Lastterrängbil 934
- Lastterrängbil 939
- Personlastterrängbil 903, och dess radiopersonterrängbilversion, Raptgb 9033, (Valpen)
- Terrängbil 11/13/20